# ニンバス (人工衛星)

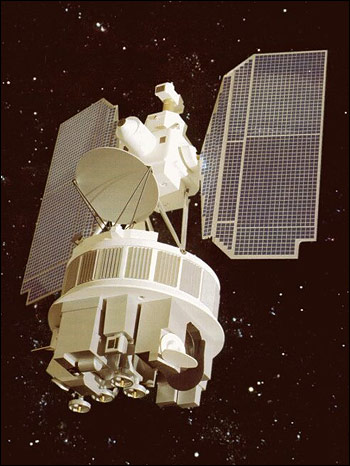
人工衛星ニンバスシリーズの概念図。太陽電池パネルの「翼」が人工衛星の軌道上の昼部分で太陽を方向を向くように動く。全長10フィート（約3m）の人工衛星の頭頂部に高度制御システムがあり、離れる形で足場付きの直径5フィート（約1.5m）の「観測リング」（中央部）がある。観測リングには、リングの下に組み込まれている各観測装置（底部）用のバッテリーと電子機器が内蔵されている。

人工衛星ニンバス（The Nimbus satellites）は、気象の観測に用いられたアメリカ合衆国の第二世代の地球観測衛星である。ニンバスシリーズは安定的な地球観測のプラットフォームとして設計され、大気科学分野のデータを観測・収集するための先進的な観測装置の試験をその目的としていた。これまでにニンバス7号までの人工衛星が北極と南極の上空を結ぶ極軌道である太陽同期軌道上に打ち上げられている。シリーズの最初であるニンバス1号は1964年8月28日に打ち上げられた。人工衛星ニンバスには、様々な領域の研究のための多様な観測装置が搭載された。英語の「Nimbus」には「雨雲」「光雲（神が身に纏う明るい雲）」という意味があり、その語源はラテン語の「雲（nimbus）」である。
最初の打ち上げから20年以上に渡って、ニンバスシリーズはアメリカ合衆国の地球リモートセンシング技術の研究開発において主導的な役割を担っていた。7機の人工衛星は14年間に渡って打ち上げられ、延べ30年もの間、宇宙からの観測データを提供し続けた。人工衛星ニンバスによって試験され、研鑽された技術は、観測装置の運用のためにNASAからNOAAに引継がれた。ニンバスシリーズによって得られた知見は、過去30年の間にNASAとNOAAによって打ち上げられたほとんどの地球観測衛星に受け継がれている。
ニンバス3号、4号には呼出し記録測位システム（IRLS）が搭載され、これを用いて観測データの収集、記録が行われた。

## 貢献

### 天気予報
人工衛星ニンバスによってもたらされた全球規模の観測データは、史上初めて、3～5日後の正確な天気予報を可能にした。後期のニンバスシリーズほど、天気予報の精度を上げる大気圏の特性を示すデータ（海水温、気温、雲量）をより幅広く取得できるようになった。
人工衛星ニンバスの広帯域にわたる電磁波観測能力（特にマイクロ波領域）によって、科学者達は大気中の水蒸気と雲中に含まれる水滴を区別できるようになった。さらに、雲の存在に邪魔されることなく気温を測ることが可能になり、台風中の暖気塊の温度もわかるようになった。

### 地球のエネルギー収支
人工衛星ニンバスの最も重要な科学的貢献のひとつは、地球のエネルギー収支の測定である。史上初めて、全球規模で太陽放射エネルギーと地球圏の熱放射エネルギーの量を直接観測できるようになった。この知見は、初期の気候モデルの検証と改善を手助けし、現在においても気候変動の研究に重要な役割を果たしている。科学者達が地球温暖化の原因を探るにあたり、人工衛星ニンバスによってもたらされたエネルギー収支のデータが、長時間軸の分析と気温変位検出の研究を可能にした。人工衛星ニンバスに用いられた技術は、NASAの観測衛星テラ、Aquaに搭載されている雲及び地球放射エネルギー観測装置（CERES）の向上に役立った。

### オゾン層
人工衛星ニンバスが地球のオゾン層の観測を始める以前から、オゾン層の生成と破壊に関するメカニズムはある程度理解されていた。オゾン層の生成に関してはよく知られており、一方で地上での実験からハロゲンがオゾンを破壊することも知られていた。観測気球によって成層圏オゾン濃度の時系列的な変化が明らかになり、気象現象か季節変動によるものとされた。しかし、こうしたオゾン層に対する個々の知見がどのように全球規模で結びついているかは、わかっていなかった。
科学者たちはNASAの航空機による実験を行い、冷蔵庫やスプレー由来のフロン類のような化合物がオゾン層を破壊していることを証明した。ニンバス4号には、オゾン観測機器が搭載された。次いで、ニンバス7号の観測が1978年から1994年にかけて行われると、そうしたフロン類が毎年冬に南極に出現するオゾンホールを生成していることが明らかになってきた。さらに、その年によって差異はあるものの、オゾンホールが年々拡大していることもわかった。人工衛星ニンバスによる観測はオゾンホールのメカニズムを明らかにしたのである。

### 海氷
1972年のニンバス5号打ち上げ時には、マイクロ波放射計を用いて、全地域の降雨量を調査することが計画されていた。一方で、打ち上げの数ヵ月後には観測装置の新たな優先項目が立ち上がってきた。全球的な海氷分布（海氷密接度分布）の作成である。ニンバス7号が打ち上げられた1978年には、技術の発展により、形成して1年の新しい海氷と他の古い海氷とを分類することができるようになっていた。ニンバス7号の9年にわたる観測の結果、今日の科学者達が気候変動研究に用いている地球の海氷分布の長期的な記録が得られた。
ニンバスシリーズが明らかにした数々の予期せぬ科学的発見の中に、1974年から1976年の南半球冬季に出現した南極海の大規模疎氷域（海氷が少ない領域）がある。ポリニヤと呼ばれた海氷に覆われない巨大な領域は、1974年から1976年の3年間の間だけ、冬季に南極を囲む海氷の中に出現した。ウェッデル海に出現したこのポリニヤは夏季に海氷が解けると一旦は消滅したが、翌年の冬季には再び出現したのである。この海氷に覆われない海面部分は、水深2500mの海水温にまで影響を及ぼした可能性があり、同様に広く海洋循環に影響を及ぼしたのではないかと考えられている。ウェッデルポリニヤは70年代中頃のニンバス7号の発見以来、観測されていない。

### グローバル・ポジショニング・システム
人工衛星ニンバス（1969年のニンバス3号）は、捜索救難やデータ観測での利用といった現代GPS時代の先鞭をつけた。ニンバスによって最初の衛星測位技術が試験されたのである。この技術は、人工衛星が離れた場所にある気象観測所の位置を特定し、観測所のデータを人工衛星に転送するように指示を出すことを可能にするものだった。この新技術の最も有名なデモンストレーションはイギリス人パイロットのシェイラ・スコットによるものである。彼女は人工衛星ニンバスのナビゲーションシステムを使って1971年に世界初の北極点単独飛行を成し遂げた。
人工衛星ニンバスの地上-衛星-地上コミュニケーションシステムは、世界初の人工衛星を使った救助活動にも利用された。初期の成功例として、1977年の二人の熱気球乗りの北大西洋での遭難、翌年の日本人探検家植村直己による世界初の犬ぞり北極点単独行とグリーンランド縦断の追跡がある。数万人の人々が過去30年の間にNOAA運用の人工衛星による遭難・救助衛星システム（SARSAT）で救助されている。

## ニンバスの打ち上げ履歴
| 人工衛星    | 打ち上げ日     | 廃棄日        | 使用ロケット              | 重量(Kg) |
| ----------- | -------------- | ------------- | ------------------------- | -------- |
| ニンバス1号 | 1964年8月28日  | 1974年5月16日 | 推力拡張型ソー・アジェナB | 374.4    |
| ニンバス2号 | 1966年5月15日  | 1969年1月17日 | 推力拡張ソー・アジェナD   | 413.7    |
| ニンバス3号 | 1969年4月14日  | 1972年1月22日 | ソーアジェナ              | 575.6    |
| ニンバス4号 | 1970年4月8日   | 1980年9月30日 | ソーアジェナ              | 619.6    |
| ニンバス5号 | 1972年12月11日 |               | デルタロケット            | 770.0    |
| ニンバス6号 | 1975年6月12日  |               | デルタロケット            | 585.0    |
| ニンバス7号 | 1978年10月24日 |               | デルタロケット            | 832.0    |